# Neuasseln
Neuasseln ist ein Dortmunder Ortsteil im Süden des Stadtbezirks Brackel.
Neuasseln liegt auf dem Kahlenberg (bis 136,4 m ü. NHN), einem Höhenzug des Dortmunder Rückens, südlich des Hellwegs und der Trasse der S-Bahn-Linie S 4 an der Nordseite der Bundesstraße 1 (zukünftig Bundesautobahn 40) zwischen den Stadtteilen Brackel und Aplerbeck. In Sichtweite befindet sich der Flughafen Dortmund.

## Geschichte

### Zeche Schleswig und Zechenkolonie Neu-Asseln

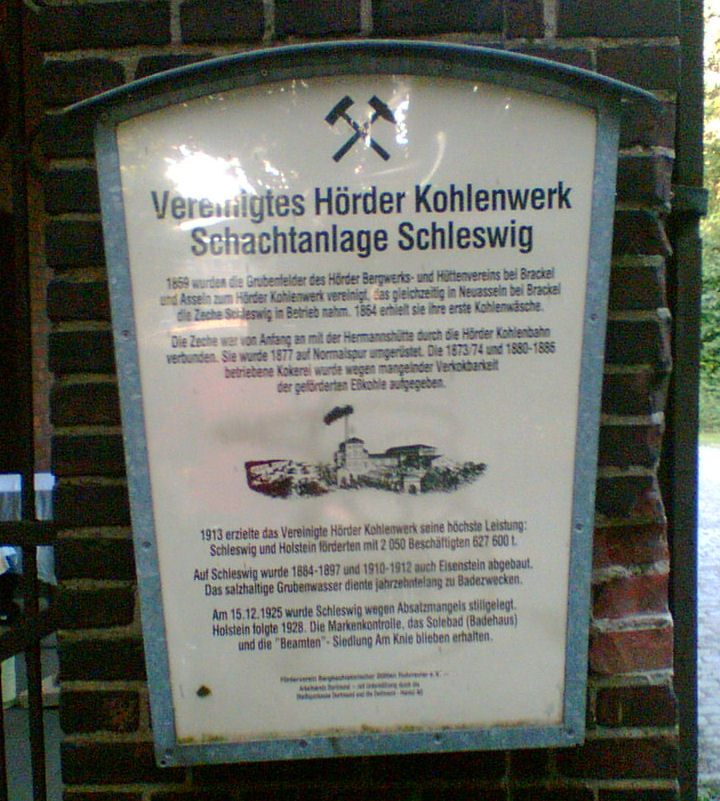
Zeche Schleswig

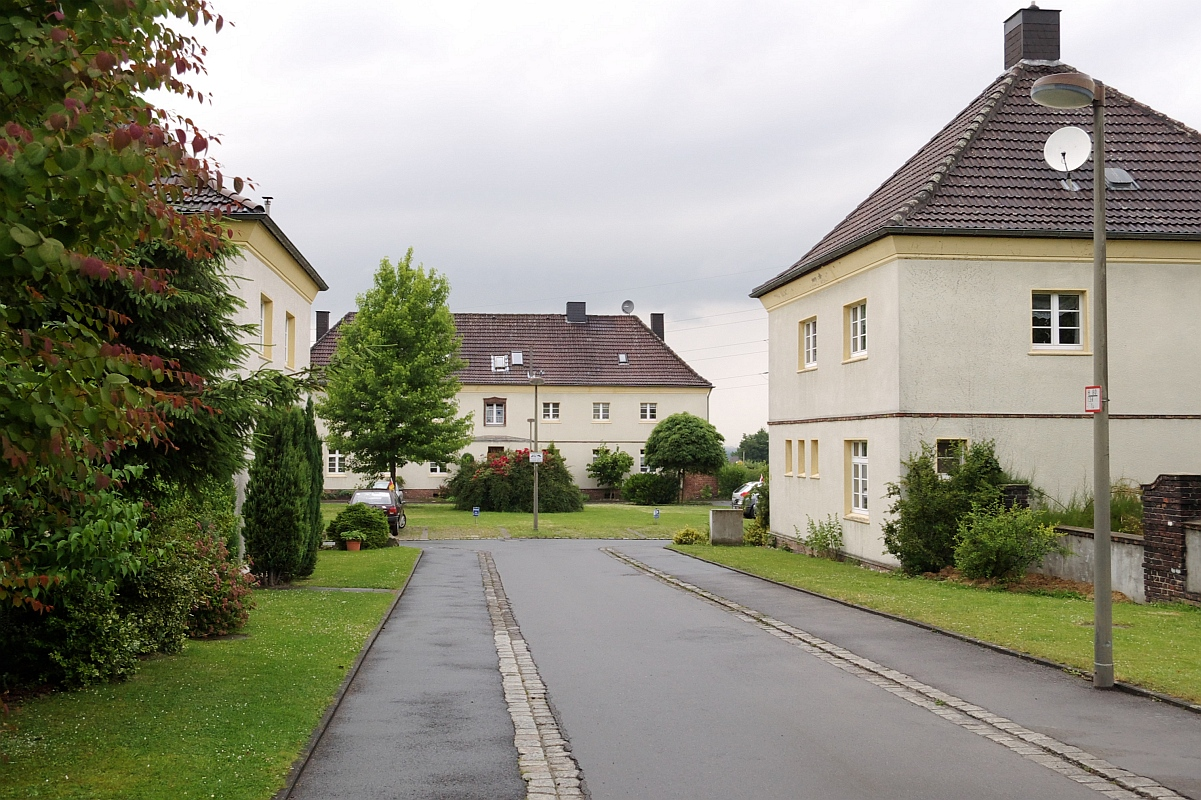
Zechensiedlung „Am Knie“

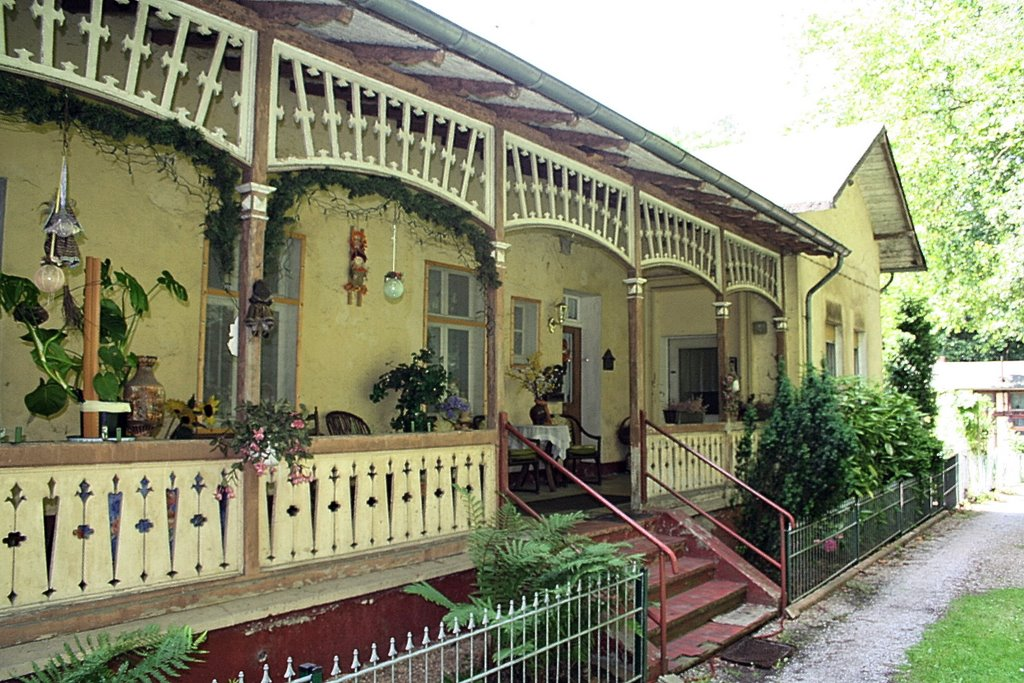
Ehemaliges Badehaus des Solebades Neuasseln

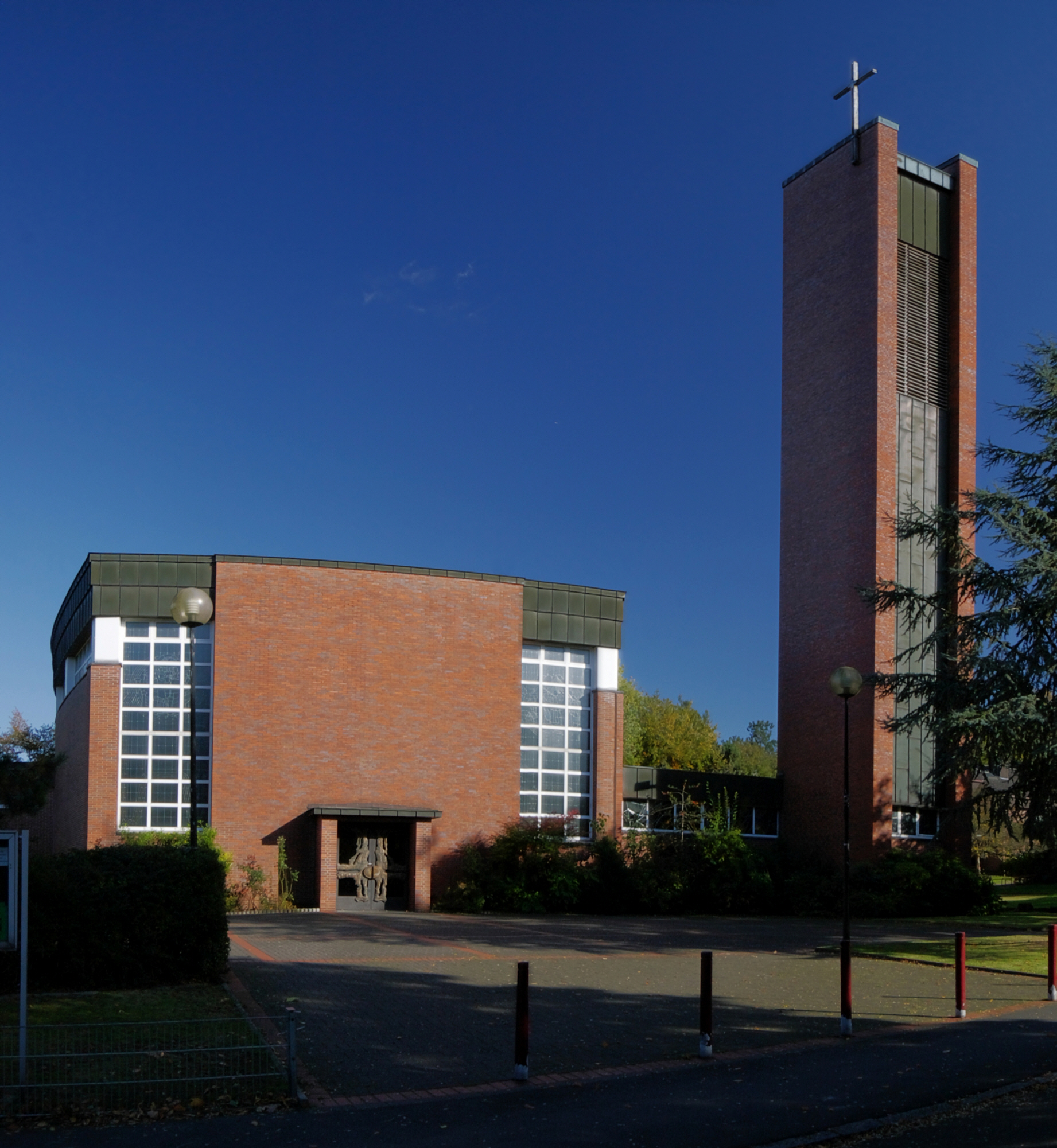
Kirche St. Nikolaus von Flüe

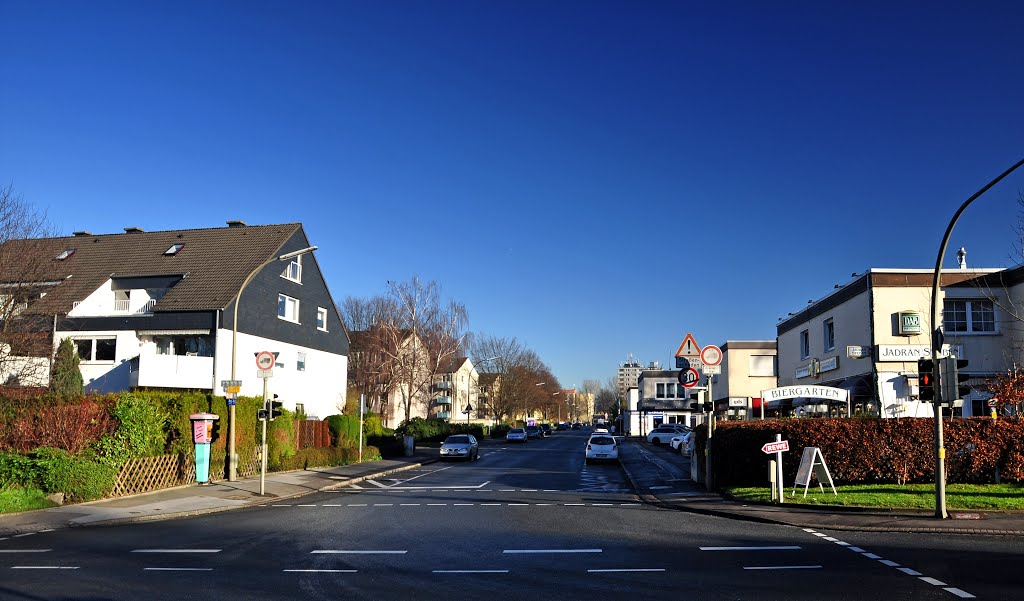
Am Funkturm

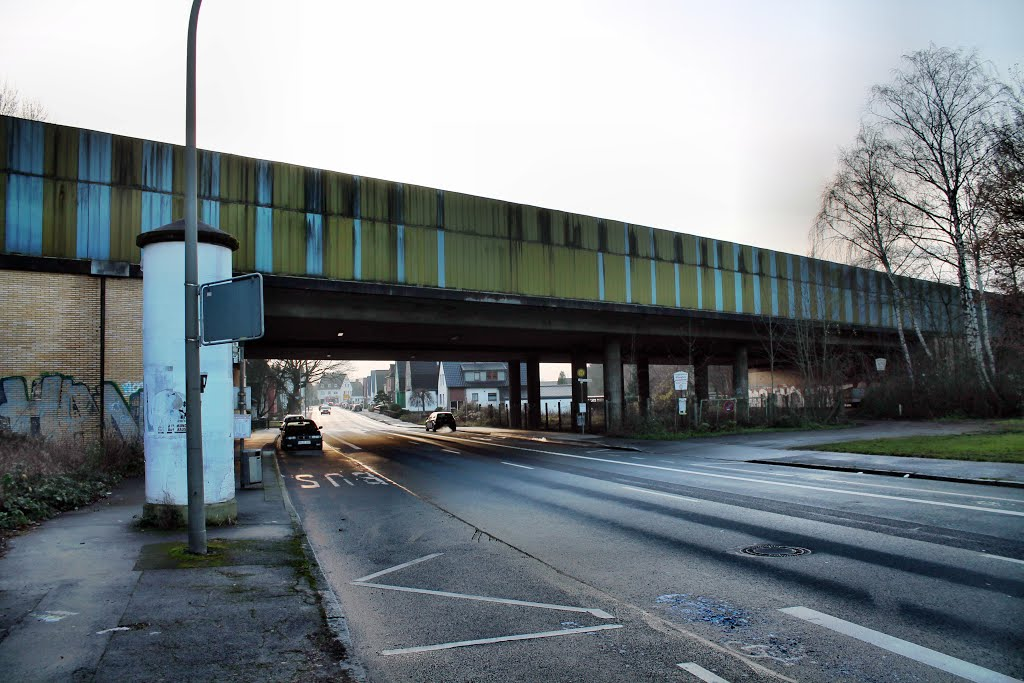
Brücke B1 über die Aplerbecker Straße

Anders als die Gemeinden am Hellweg, deren Existenz in verschiedenen mittelalterlichen Urkunden dokumentiert ist, entstand Neuasseln im Zeitalter der Industrialisierung. Am 5. September 1852 mietete die Hörder Bergwerks- und Hüttenvereins-Aktiengesellschaft von dem Bauern Niermann zu Asseln ein Stück Land an einer alten, mit einigen wenigen kleinen Bauernhäusern bestandenen Straßenverbindung von Asseln nach Sölde und Aplerbeck nahe der Gemarkungsgrenze zu Brackel, unter dem ein 36 Zoll mächtiges Kohleflöz, eines von mehreren Flözen unter Asseln und Brackel, erbohrt wurde. Ab dem 15. Februar 1855 teufte sie an dieser Stelle die Schachtanlage eines Steinkohlebergwerkes, die Zeche Schleswig, ab, die 1859 die Förderung aufnahm und die mit der benachbarten Zeche Holstein im Zechenverbund „Vereinigtes Hörder Kohlenwerk“ betrieben wurde. Für die Beschäftigten des Bergwerks wurde im Umfeld der Zeche ab 1865 eine Zechensiedlung angelegt. Die Kohleförderung der Zeche Schleswig wurde 1925 eingestellt, 1928 folgte die Schließung der Zeche Holstein.
Von der Bergbaugeschichte zeugen heute noch die 1922 von der Phoenix Aktiengesellschaft für Bergbau und Hüttenbetrieb nach Entwürfen des Architekten Fritz Schupp (Zeche Zollverein) errichtete Bergbaubeamtensiedlung Am Knie und die Gebäude der Markenkontrolle und der zum Wohnhaus umgebauten Badeanstalt des mit der Schließung der Zeche stillgelegten „Solbades Schleswig“ am Neuhammerweg. Drei einzelne Zechenhäuser der Bergmannskolonie Neu-Asseln findet man am Buddenacker (erbaut 1895, sieben Häuser wurden 1979 abgerissen und durch Reiheneigenheime ersetzt) und eine geschlossene Siedlung An der Eiche (1910), während die älteste Arbeiterkolonie Scheckerode wegen Bergschäden 1972 bis auf die Grundmauern abgerissen wurde. Auf dem ehemaligen Zechengelände sind die beiden zugeschütteten Schächte, die Halle einer Kokerei (bis 1885), sowie Reste des Bahndamms und eine Eisenbahnbrücke der Werksbahn zur Hermannshütte in Hörde und zum Bahnhof Wickede-Asseln an der Bahnstrecke Welver–Sterkrade (1859 als Verbindung zwischen der Hütte und der Zeche erbaut, 1877 auf Normalspur umgerüstet und 1885 fertiggestellt) zu erkennen, nahebei das Wohnhaus und der Grundriss des Ringofens einer Ziegelei. Sichtbar sind auch noch die Fundamente einer Seilbahn, mit der ab 1904 ein Teil des bei der Kohleförderung auf der Zeche Schleswig in überdurchschnittlicher Menge angefallenen tauben Gesteins zur Verpackung als Bergversatz zur Zeche Courl und ab 1906 nach Scharnhorst transportiert wurde. Die Zechensiedlung ist heute Teil der Route der Industriekultur.

### Neuasseln
Abseits der Zechenkolonie wurden anfangs eher zufällig verstreut neue Siedlungsflächen erschlossen. Geschäfte entstanden entlang der Aplerbecker Straße, über die auch Gleise der Hörder Kreisbahn, Linie Asseln – Aplerbeck – Berghofen, verliefen. In den Jahren 1910 und 1917 wurden die Wohnhäuser der 1889 als Maschinenfabrik Louis Schwarz gegründeten und 1933 in Konkurs gegangenen Dortmunder Vulkan AG (Behälterbau) am Schwarzen Weg und an der Weserstraße gegenüber der Zechenbahn gebaut, ab 1933 weiter westlich, am Brackeler Stadtrand, die Einfamilienhäuser der Siedlung des Reichsbundes Ehemaliger Kriegsgefangener (REK) an der Brackeler Linde. Von 1956 an legte die Gesellschaft für Kleinwohnungsbau und Siedlung südlich der Zechensiedlung am Schelenbrink eine Wohnanlage an. Die Reiheneigenheime des Deutschen Siedlerbundes an der Thranestraße (1958–1959), die Eigenheimsiedlung des Bundes der Vertriebenen Deutschen Landwirte am Lappenkreutz (1961) und die Bungalowsiedlung der Wohnungsbaugesellschaft Neue Heimat an der Rahestraße (ab 1965) bilden heute mit der moderneren Bebauung den statistischen Unterbezirk „Hauptfriedhof“ im statistischen Bezirk Brackel. Die REK-Siedlung, die Wohnanlage des Spar- und Bauvereins (1961) und die Stadtrandsiedlung der WWAG (1962 und 1972) mit den markanten fünf Punkthochhäusern werden zum statistischen Unterbezirk Funkturmsiedlung zusammengefasst. Dieser Begriff erinnert an die ehemalige Antennenanlage einer Funkstelle zur Flugsicherung des ehemaligen Flughafens in Brackel, die sich von 1926 an auf dem exponierten Gelände befand. Die Anlage bestand aus zwei je 45 m hohen Stahltürmen, zwischen denen der Antennendraht gespannt war. Zeitweise wurden über sie auch meteorologische Daten weitergegeben. Im Jahr 1946 wurde die Masten auf Befehl der britischen Militärregierung demontiert, das Funkhaus wurde 1979 abgebrochen.
Da die Flurstücke teils zu Asseln, teils zu Brackel gezählt wurden, weist Neuasseln zwei verschiedene Postleitzahlen auf. Durch gezielte Städtebauplanung wuchsen die einzelnen Wohngebiete im Laufe der Zeit zu einer geschlossenen Siedlungsfläche zusammen. Im Jahr 1965 wurde ein neues Schulgebäude eröffnet, das die heutige Fichte-Grundschule beherbergt. Am 1. Juni 1966 wurde die katholische Kirche St. Nikolaus von Flüe, entworfen von Rudolf Schwarz, durch den Erzbischof von Paderborn Lorenz Kardinal Jaeger geweiht. Bereits am 28. Juni 1964 gründete sich das evangelische Gemeindehaus am Funkturm, das 1981 einen Neubau bezog. Im Jahr 2005 wurde das Gemeindezentrum geschlossen. Das Gebäude nutzt heute die Stiftung Bethel. Am 18. November 1963 wurde das autobahnähnliche Teilstück der Bundesstraße 1 (Ruhrschnellweg) zwischen den Anschlussstellen DO-Aplerbeck/DO-Brackel und DO-Sölde/DO-Asseln mit einem 60 m langen Brückenbauwerk über die Aplerbecker Straße und die heute zurückgebauten Gleise der Zechenbahn für den Verkehr freigegeben, das seitdem den südlichen Abschluss Neuasselns bildet. Im Zuge der Umwidmung zur Autobahn 40 soll die Schnellstraße auf sechs Fahrspuren verbreitert werden. Daneben existieren Planungen für eine zweigleisige Verbindung der Stadtbahnlinie U47 zum Flughafen, die aufgrund des am 14. Februar 2008 vom Rat der Stadt Dortmund beschlossenen Stadtbahnentwicklungskonzeptes derzeit nicht weiter verfolgt werden.

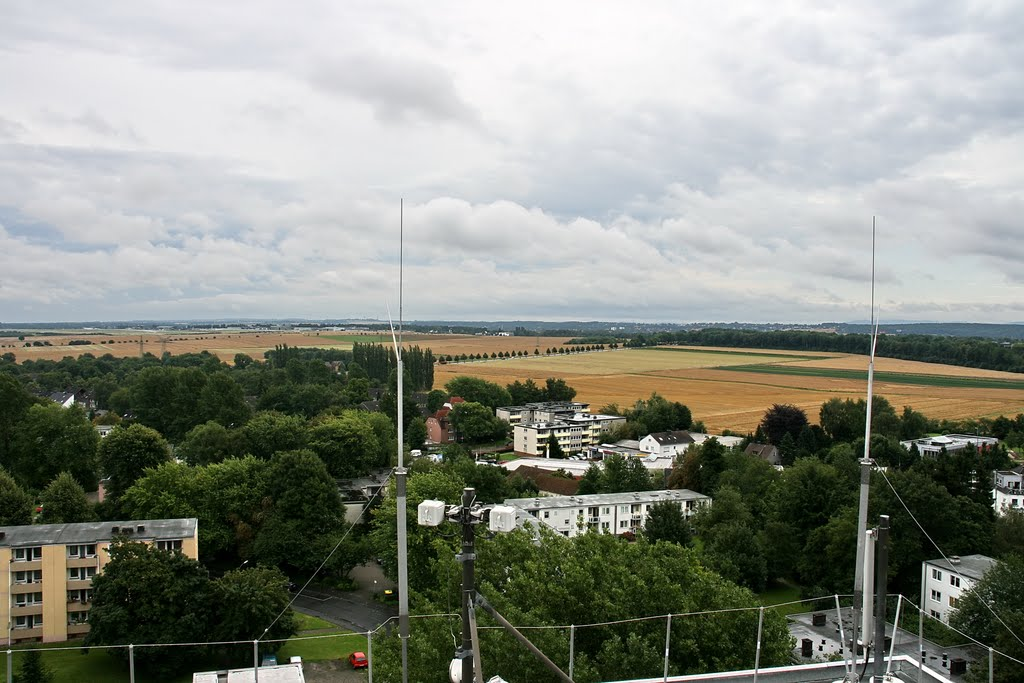
Blick über den Buddenacker zum Flughafen Dortmund (in Wickede)

Heute ist der kleine Ortsteil sowohl durch den Städtebau der Moderne als auch durch seinen vergleichsweise ländlichen Charakter unweit der Galopprennbahn zwischen der weitläufigen Parkanlage des Hauptfriedhofs und mehreren der Öffentlichkeit zugänglichen Kleingartenanlagen (1925 gründete sich der KGV „Einigkeit“, 1967 trennte sich der KGV „Am Funkturm“ vom KGV „Brackel 1921“ ab und 1978 gründete sich der KGV „Konrad Glocker“) geprägt. Auf dem Brachgelände der ehemaligen Stadtgärtnerei entsteht seit 2006 ein neuer Wohnpark (Baubeginn Februar 2007). Am Buddenacker führte das Stadtplanungs- und Bauordnungsamt 2007 eine Standortuntersuchung für einen LKW-Hof durch. Dieser ist als eine abgezäunte und sichere Abstellfläche für die Fahrzeuge von kleineren Dortmunder Speditionen und einheimischen Subunternehmern konzipiert.

## Bevölkerung
Der Stadtteil Neuasseln teilt sich in die statistischen Unterbezirke Kolonie Neuasseln und Funkturmsiedlung auf.
Der statistische Unterbezirk Kolonie Neuasseln gehört zum statistischen Bezirk Asseln und der statistische Unterbezirk Funkturmsiedlung gehört zum statistischen Bezirk Brackel.
Bevölkerungsstruktur in Neuasseln:
- Bevölkerungsanteil der unter 18-Jährigen: 11,7 % [Dortmunder Durchschnitt: 16,2 % (2018)][1]
- Bevölkerungsanteil der mindestens 65-Jährigen: 28,4 % [Dortmunder Durchschnitt: 20,2 % (2018)][2]
- Ausländeranteil: 8,9 % [Dortmunder Durchschnitt: 18,2 % (2018)][3]
- Arbeitslosenquote: 10,6 % [Dortmunder Durchschnitt: 13,4 % (2013)]

Das Durchschnittseinkommen liegt ca. 20 % unter dem Dortmunder Durchschnitt.

### Bevölkerungsentwicklung
| Jahr | Einw. |
| ---- | ----- |
| 2003 | 3912  |
| 2008 | 3713  |
| 2010 | 3688  |
| 2013 | 3693  |
| 2018 | 3661  |

## Sport, Kultur und Sehenswertes
Auch der TuS Neuasseln 89, gegründet als „Turnverein Viktoria Einigkeit 1889“, hat seine Wurzeln in der Bergbausiedlung. Die Vereinigte Stahlwerke AG, in der der Hörder Bergwerks- und Hütten-Verein aufgegangen war, stellte 1928 ein Grundstück für ein Fußballfeld im Westbrink an der Schlackenhalde zur Verfügung. 1949 entstand in Eigenleistung der Sportplatz am Buddenacker, 1974 wurde die Sportanlage an der Holzwickeder Straße dem Verein übergeben.
Namensänderung des Sportplatzes, an der Holzwickeder Straße im November 2022:
Die Sportanlage heißt ab sofort „Schleswig-Stadion“ und erinnert damit an die Zeche Schleswig, die bis 1925 in Betrieb war.
„Die Wurzeln der Vereinsgründung aus dem Jahr 1889 durch Bergleute der damaligen Schachtanlage liegt in der Gründung der Zeche Schleswig in Neuasseln.
Der Verein ist sich seiner Tradition bewusst und gedenkt mit dieser Aktion seiner Geschichte und der damaligen Gründungsväter.“
Ab sofort lautet das Motto des Vereins: „Du kommst als Gast und gehst als Kumpel“.
Die ehemalige, 1891 vom „Hörder Verein“ für die Zechensiedlung erbaute und 1900 bzw. 1910 erweiterte Schule am Buddenacker wird seit einer umfassenden Renovierung von 1984 bis 1986 durch das Kulturhaus Neuasseln, ein soziokulturelles Zentrum und Projekthaus mit Proberäumen für Musik- und Theatergruppen, Ateliers und einem Tonstudio, genutzt. Der überregional bekannte Musiker und Künstler Richard Ortmann lebt und arbeitet hier.
An der Aplerbecker Straße befindet sich seit 1999 die Feuer- und Rettungswache 3 der Berufsfeuerwehr Dortmund. Sie und die baugleiche Feuerwache 6 in Scharnhorst sind die kleinsten Wachen. Hier war die Zentralwerkstatt für motorgetriebene Kleinaggregate (Kettensägen etc.) angesiedelt.
Neuasseln war Drehort des Filmes Was nicht passt, wird passend gemacht (D, 2002) von Peter Thorwarth.
Schon im Mittelalter stellte das von den Hängen des Dortmunder Rückens nach starken Niederschlägen in den Siepen abfließende Oberflächenwasser für die Hellwegdörfer ein ernstes Problem dar. Es kam häufig zu Überschwemmungen. Der Bachlauf Hengstgosse wird seit 2006 durch eine an der Fuchshöhle errichtete Versickerungsanlage reguliert, die die städtische Kanalisation entlastet und gleichzeitig als Feuchtbiotop die Landschaft ökologisch aufwertet. In den Wohnpark an der Stadtgärtnerei ist ebenfalls eine Versickerungsanlage integriert.

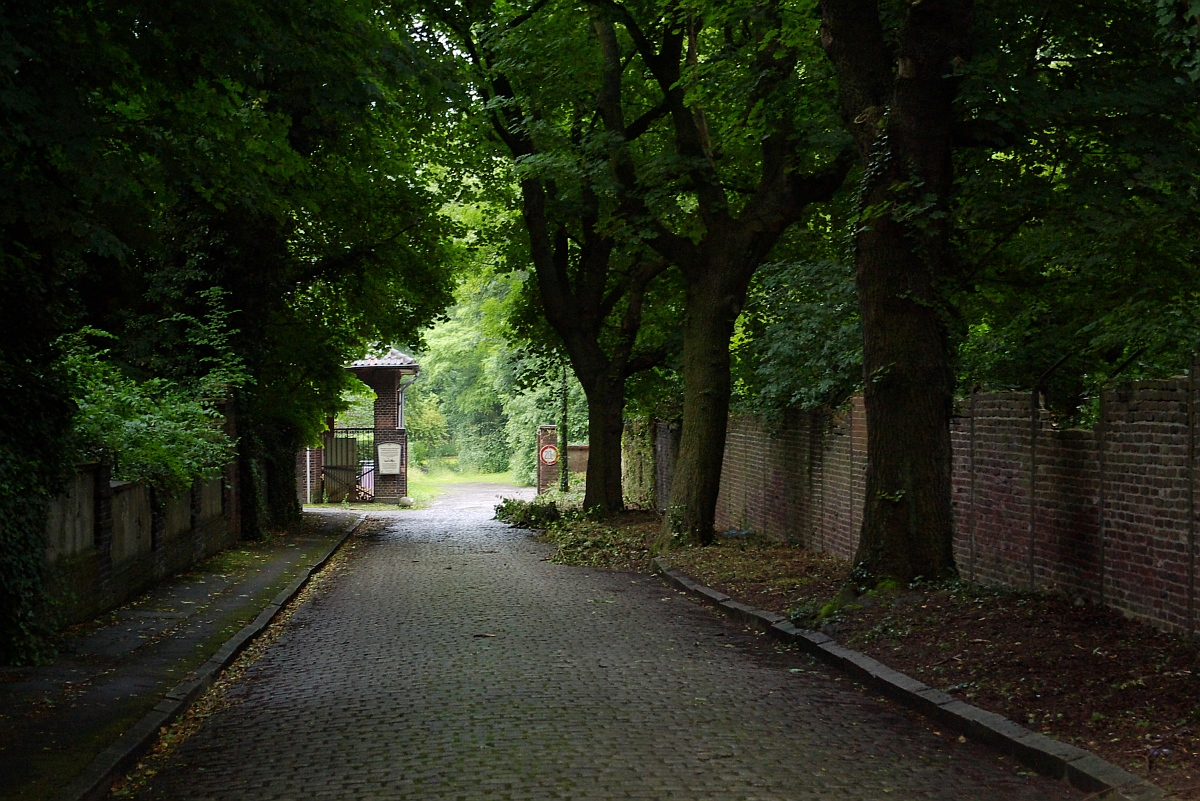
Zufahrt zur ehemaligen Zeche Schleswig

In unmittelbarer Nachbarschaft zur Zechenkolonie erhebt sich die Bergehalde der Zeche Schleswig, auf der auch glutflüssige Schlacken des Hochofens Phoenix-West abgelagert wurden, über den Hellweg. Die von weither sichtbare, mittlerweile überwachsene Landmarke (135,1 m ü. NHN) wird vom jetzigen Eigner ThyssenKrupp Steel AG rekultiviert. Der inzwischen dicht bewaldete Bereich am ehemaligen Zechengelände ist als Landschaftsschutzgebiet ausgewiesen. Der nördliche Teil der Halde, der von der Nachkriegszeit bis zum planmäßigen Betriebsschluss 2007 als Schuttdeponie diente, wird nach Oberflächenabdichtung für die Naherholung geöffnet.